# 룬섬

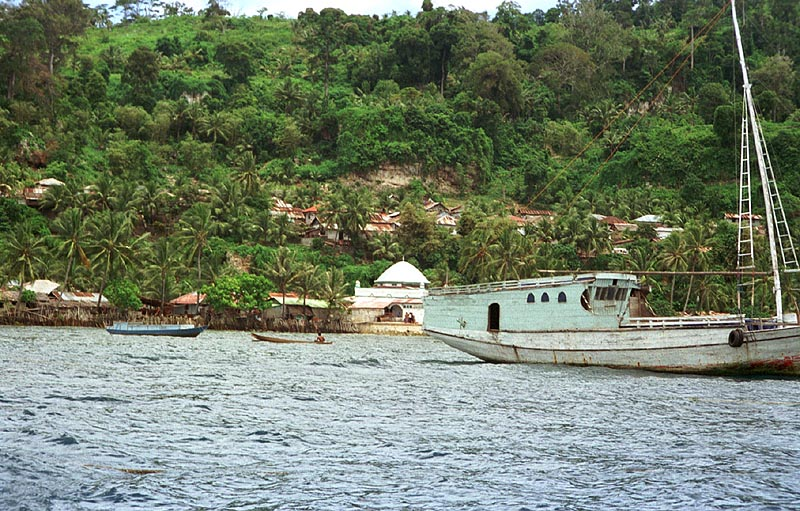
룬섬의 연안

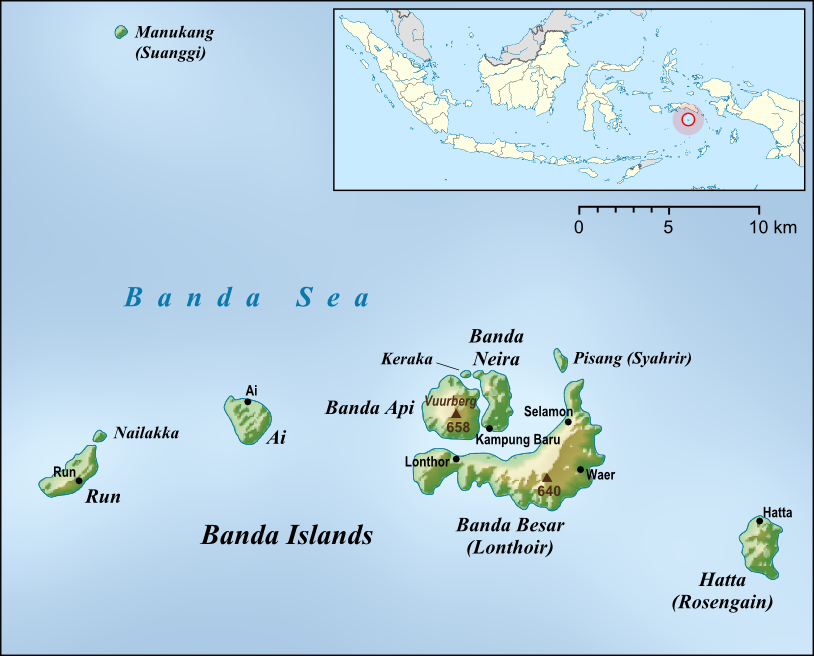
룬섬

룬섬(Run 또는 Rhun)은 인도네시아 반다 제도의 조그마한 섬이다.
룬섬은 반다제도의 가장 서쪽에 위치한 섬으로, 길이는 3킬로미터, 너비는 1킬로미터이다.